# 哈利法克斯港
哈利法克斯港（英語：Halifax Harbour）是位於加拿大新斯科舍省哈利法克斯大西洋沿岸的一座天然港。哈利法克斯港現在主要的航道多位於港灣西側水道，加拿大海軍也在哈利法克斯港擁有基地。現在哈利法克斯港擁有貨櫃碼頭、穀倉等設施。